# Diego Pedro López
Diego López (n. Buenos Aires, Argentina; 15 de marzo de 1951) es un entrenador de fútbol. Actualmente, está libre (sin equipo).

## Carrera como entrenador
Diego comenzó su trayectoria como técnico en 1983.

### Como entrenador
| Club                     | País           | Año       |
| ------------------------ | -------------- | --------- |
| Centro Sportivo Alagoano | Brasil         | 1983      |
| Júbilo Iwata             | Japón          | 1984      |
| Brasil de Pelotas        | Brasil         | 1985      |
| Palmeiras                | Brasil         | 1986-1988 |
| Goias                    | Brasil         | 1991      |
| Al-Qadsia                | Kuwait         | 1993      |
| Selección de Kuwait      | Kuwait         | 1994      |
| Al-Ahli                  | Arabia Saudita | 1996      |
| Al-Qadsia                | Kuwait         | 1998      |
| Júbilo Iwata             | Japón          | 2001      |
| Bunyodkor                | Uzbekistán     | 2008      |
| Trabzonspor              | Turquía        | 2013      |

### Torneos nacionales
| Título               | Club         | País   | Año  |
| -------------------- | ------------ | ------ | ---- |
| Copa Emir Kuwait     | Al-Qadsia    | Kuwait | 1998 |
| J. League Division 1 | Júbilo Iwata | Japón  | 2002 |